# Gerry Neef
Gerhard „Gerry“ Neef (* 30. Dezember 1946 in Hausham; † 23. Februar 2010 in Nürnberg) war ein deutscher Fußballspieler.

## Fußballkarriere
Neef spielte von 1968 bis 1973 beim schottischen Club Glasgow Rangers, mit dem er 1972 Europapokalsieger der Pokalsieger wurde. Er gehört zu den erfolgreichsten Spielern, die jemals die Trikots der Duisburger Vereine SV Hamborn 1890 und VfvB Ruhrort/Laar trugen. Der Torhüter durchlief die Nachwuchsmannschaften der Hamborner, ehe er mit Trainer Hermann Arndt zum VfvB Ruhrort-Laar wechselte, mit dem er in der höchsten deutschen Amateurklasse spielte.
Über einen kuriosen Weg kam Neef von den „Ruhrschen“ zu dem legendären Club aus Schottland. Sogar Neef selbst wusste nicht, wie schottische Vereine tatsächlich auf ihn aufmerksam wurden. Zwei Möglichkeiten gibt es: Zum einen spielte er mit einer Duisburger Stadtauswahl bei einem Freundschaftsspiel in Duisburgs englischer Partnerstadt Portsmouth. Zum anderen parierte er als Polizeischüler in Mönchengladbach die Bälle in der Militärliga der Rheinarmee in Rheindahlen. Darüber hinaus war seine damalige Frau Marcia Schottin und 2nd Lieutenant in der britischen Armee.
Zunächst wurde er 1967 vom FC Aberdeen eingeladen, dann aber noch während der Verhandlungen von den Glasgow Rangers abgeworben. Nach einer weiteren Saison beim VfvB Ruhrort/Laar, aber schon bezahlt von den Rangers, wechselte Neef schließlich nach Glasgow. Zunächst machte er kein einziges Spiel und war einer von sechs Torhütern des Clubs.
1970 schlug die Stunde von Gerry Neef: In einem Nachholspiel wurde er eingesetzt, spielte ohne Gegentreffer, während die Stammspieler für das Ligapokalendspiel geschont wurden. Überraschend wurde Neef auch in diesem Finale eingesetzt, da sich der Stammtorhüter Norrie Martin vor dem Spiel verletzt hatte. Nach dem 4:0-Sieg im Endspiel war Neef die Nummer eins der Rangers. Noch im selben Jahr wählten ihn die Rangers-Fans zum besten Spieler des Jahres. Berühmt wurde Neef zudem, da er ohne Handschuhe spielte. Als die Rangers 1972 den Europapokal gewannen, stand allerdings Peter McCloy im Tor, da sich Neef im Viertelfinale verletzt hatte.
Den schlimmsten Moment erlebte Neef am 2. Januar 1971 beim Ibrox Disaster. 66 Menschen starben damals kurz vor Schluss des Old-Firm-Derbys zwischen den Glasgow Rangers und Celtic Glasgow, als es auf einer Treppe zu einer Massenpanik kam.
Nach seiner Zeit bei den Glasgow Rangers wechselte Gerry Neef zum 1. FC Nürnberg, für den er 43 Spiele in der Regionalliga Süd und in der 2. Bundesliga Süd bestritt. Danach ging er zum FC Herzogenaurach, wo er im Jahr 1979 seine Laufbahn beendete.

## Das weitere Leben
Seine Tochter aus erster Ehe, Melanie Neef, wurde in Schottland erfolgreiche Leichtathletin und Europameisterin über 400 Meter.
2004 heiratete er seine Lebensgefährtin Eleonore. Gesundheitlich hatte Neef zu kämpfen, erkrankte an Krebs und einer Gehirnhautentzündung. Er starb am 23. Februar 2010 in Nürnberg an Kehlkopfkrebs.